# 역학조사
역학조사(疫學調査, 영어: public health surveillance, epidemiological surveillance, clinical surveillance, syndromic surveillance)는 인구집단을 대상으로 특정한 질병이나 전염병의 발생 양상, 전파경로, 원인 등 역학적 특성을 조사하는 것을 의미한다.

## 주요 용어
- 유병률(有病率,prevalence)-어떤 시점에 일정한 지역에서 나타나는 그 지역 인구에 대한 환자 수의 비율. 특히 기간유병률(期間有病率)은 1년이나 2년 또는 6개월등 일정 기간 동안 병이 있었던 전체 환자 수이다.

- 발병률(發病率,incidence)은 인구수에 대한 새로 생긴 질병 수의 비율. 한 해에 새로 생긴 질병을 인구 1,000명을 기준하여 계산한다.

- 위험요인(risk factor)- 유병률과 직접적으로 관련있는 요인으로 한편 유병률과 발병률의 역학조사는 위험요인의 영향에대한 상호적인 정보를 제공할 수 있다.

한편 소인(素因)은 병에 걸리기 쉬운 내적 요인을 가지고 있는 신체상의 상태를 가리킨다.

## 심리적 유병률
2001년 심리적 장애 유병률은 25.8%로 알코올의존(15.9), 니코틴의존(10.3), 우울(4), 불안(8.8), 양극성장애(0.2), 조현병(0.2), 약물장애(0.1)의 순으로 조사된바있다.

## 같이 보기
- 접촉자 추적
- 역학조사관
- 방역
- 공중보건
- 존 스노우
- 2015년 대한민국 중동호흡기증후군 유행의 역학조사